# Dimos Messene
Dimos Messene (Messene) är en kommun i Grekland.   Den ligger i prefekturen Messenien och regionen Peloponnesos, i den södra delen av landet, 190 km sydväst om huvudstaden Aten. Antalet invånare är 25 859.